# Aida (opera)
Aida je velika opera v štirih dejanjih (sedmih slikah) italijanskega skladatelja Giuseppeja Verdija. Prva izvedba je potekala 24. decembra 1871 v Kairu. Scenarij v prozi je po zgodbi arheologa Augusta Marietteja v francoščini napisal Camille du Locle, po njem je libreto v italijanščini po skladateljevih zamislih spisal pesnik Antonio Ghislanzoni. 
V nasprotju s splošnim mnenjem opera ni bila napisana niti za odprtje Sueškega kanala niti za odprtje kairske operne hiše (v tej so kot prvo delo izvedli Verdijevega Rigoletta). Egiptovski kediv Ismael Paša je sicer za oba dogodka naročil operno delo v egiptovskem slogu. Verdija takšno vabilo ni niti najmanj zanimalo, pritegnila ga je sama zgodba opere.
Verdi je opero komponiral izredno hitro, Ghislanzoni mu je sproti pošiljal verze. Celotno delo je bilo spisano v štirih mesecih, tj. konec novembra 1870.
Krstna izvedba v Egiptu se je z načrtovanega januarja premaknila na december 1871, ker so kostumi in rekviziti zaradi nemško-francoske vojne ostali v delavnicah v obleganem Parizu. Verdi je pogodbo, ki je predvidevala italijansko premiero opere v milanski Scali februarja istega spremenil tako, da so jo uprizorili šele 8. februarja 1872. Za razliko od krstne predstave je bil na tej navzoč tudi skladatelj. Uspeh je bil ogromen - občinstvo ga je pred zastor poklicalo kar dvaintridesetkrat, izročena mu je bila tudi palica iz slonovine, na kateri je bil iz rubinov izpisan naslov opere.
Najbolj znan glasbeni prizor iz opere je nedvomno koračnica iz finala drugega dejanja. Všeč je bila takoj tudi že egiptovskemu kedivu, ki jo je hotel imeti za egipčansko nacionalno himno. Verdi je zanjo dal narediti šest dolgih trobent (danes te inštumente imenujejo Aida trobente, ki omogočajo neposredni prestop iz As-dura v H-dur). Melodijo večkrat prepevajo navijači na nogometnih tekmah.
Prva slovenska uprizoritev Aide je bila v Deželnem gledališču v Ljubljani že 1. oktobra 1898. Dirigent predstave je bil Hilarion Benišek, režiser pa Josip Nolli. Opera je bila nato na odru ljubljanske Opere uprizorjena še v naslednjih letih: 1905, 1923, 1925, 1935, 1941, 1944, 1958, 1967, 1991 in 2003. 

## Osebe
- Aida, ugrabljena princesa - sopran
- Egipčanski kralj - bas
- Amneris, njegova hči - mezzosopran
- Radames, egipčanski vojskovodja - tenor
- Amonasro, etiopski kralj - bariton
- Ramfis, veliki duhoven - bas
- sel - tenor
- svečenica - sopran
- svečeniki, vojaki, Etiopci, sužnji, ujetniki, Egipčani

## Vsebina
Zgodba se dogaja v Egiptu v času faraonov. 

### Prvo dejanje
Kraljevska palača v Memfisu. Veliki svečenik Ramfis v Izidinem templju razkrije ime glavnega poveljnika egipčanskih čet v boju proti Etiopcem. To postane Radames, saj si želi, da bi kot poveljnik faraonove vojske lahko hkrati požel slavo in ljubezen Aide, v katero je na skrivaj zaljubljen. V njega pa je zaljubljena tudi Amneris. 
Aida izve, da so Etiopci pod vodstvom njenega očeta napadli Egipt, na čelu egiptovske vojske pa se proti očetu bojuje Radames. Aida je razdvojena z ljubeznijo do očeta in do Radamesa.

### Drugo dejanje
Amneris pripravi v svojih prostorih slavje ob zmagi egiptovske vojske. Aidi pove, da je Radames v boju padel in ta se ji zaupa in razkrije svojo ljubezen do egiptovskega vojskovodje. Amneris to priznanje zelo prizadene in se ji sklene maščevati. 
Radames se zmagoslavno vrne. Faraon mu kot plačilo ponudi izpolnitev želje. Zajeti Etiopijci so zbrani pred faraonom, med njimi tudi kralj in princesa, čigar pravi identiteti Egipčanom še vedno nista razkriti. Medtem ko ujetniki prosijo usmiljenja, Egipčani navijajo za njihovo usmrtitev. Aida in njen oče ostaneta v ujetništvu kot talca, preostale Etiopce pa izpustijo. 
Faraon imenuje Radamesa za svojega naslednika in zaročenca svoje hčere Amneris. 

### Tretje dejanje
V Izidinem svetišču ob Nilu Amonasro zahteva od Aide, naj od Radamesa izve, po kateri poti bo naslednjega dne šla egiptovska vojska, sam pa prisluškuje njunemu pogovoru. Radames zagotovi Aidi, da bo ona tista, s katero se bo poročil, ona pa ga prepriča naj z njo pobegne. Radames predlaga najvarnejšo pot in spotoma razkrije lego egipčanske vojske. Ko to sliši, kralj pride iz skrivališča in razkrije svojo identiteto. Sedaj Radames spozna, da je postal izdajalec. Amonsaro in Aida ga skušata prepričati, naj zbeži z njima, vendar se pojavi Amneris, ki ga obtoži veleizdaje. Radames se preda.

### Četrto dejanje
Amneris hoče še poslednjič pridobiti Radamesa. Prosi ga, naj zanika obtožbe, vendar jo Radames zavrne. Prepričana, da bo obsojen na smrt, ga prepričuje, naj se odpove Aidi, sama pa bo prosila za njegovo pomilostitev. Radames je ne posluša, zadovolji se s prepričanjem, da je Aida ušla in da bo srečno dosegla domovino.
Svečeniki obsodijo Radamesa na smrt - živega bodo zazidali v grob.
V grobnici Radames misli na Aido, ki pride iz teme. Ob razglasitvi sodbe se je namreč skrila vanjo, da bi umrla skupaj z ljubljenim moškim. Objeta se poslavljata od življenja, nad njima pa skrušena moli Amneris k boginji Isis.